# 川崎市立橘小学校
川崎市立橘小学校（かわさきしりつたちばなしょうがっこう）は、神奈川県川崎市高津区千年にある公立小学校。

## 学校教育目標
- だれにでもやさしい子
- よく考え　すすんでまなぶ子
- あかるくたくましい子

## 沿革
出典
- 1865年（慶応元年） - 松本常次郎、達観堂を開く。(松本家の家塾。清沢村、岩川、野川上下、久末、子母口、新作、梶ヶ谷、蟹ヶ谷、新城、小田中の子どもたちが集まる。)
- 1873年（明治6年）2月15日 - 学制発布の翌年、「培根学舎」となる。
- 1877年（明治10年） - 富士見台の新校舎に移転して、「培根学校」と改称する。
- 1886年（明治19年） - 「橘樹郡尋常培根小学校」と改称する。
- 1909年（明治42年） - 6年制となり、教室不足のため蓮乗院を借りて授業を行う。
- 1914年（大正3年）
  - 2月10日 - 橘村立尋常高等小学校として認可される。
  - 2月11日 - 神奈川県橘樹郡橘村立尋常高等橘小学校として開校する。培根小学校を本校、末長小学校を分校として合併。この時点の児童数413名、教師10名。橘村立尋常高等小学校として認可。
- 1918年（大正7年）7月24日 - 培根小学校より2教室、末長小学校より3教室を移転し、現在の校地に統一する。
- 1923年（大正12年）
  - 4月1日 - 「橘村立橘尋常高等小学校」と改称する。
  - 9月1日 - 正午頃に発生した関東大震災により、校舎1棟残し倒壊する被害が出た。
  - 9月25日 - 倒壊を免れた教室で授業開始。
- 1929年（昭和7年）7月10日 - 鉄筋コンクリート宮殿式奉安殿設置。
- 1937年（昭和12年） - 橘村が川崎市と合併したため、「神奈川県川崎市立橘尋常高等小学校」と改称する。
- 1939年（昭和14年）6月 - 校舎改築及び移転。
- 1940年（昭和15年）4月 - 校舎増築。
- 1941年（昭和16年）4月1日 - 国民学校令に伴い、「川崎市立橘国民学校」と改称する。
- 1944年（昭和19年） - 高等科生徒が、学徒動員される。
- 1945年（昭和20年）
  - 8月15日 - 終戦により、全員復校する。
  - 9月 - 学区変更のため、久末の児童は野川小へ。
- 1946年（昭和21年）12月23日 - 学校給食始まる。
- 1947年（昭和22年）
  - 3月4日 - 母の会､発会式。
  - 4月1日 - 新教育制度施行に伴い、「川崎市立橘小学校」と改称する。
- 1948年（昭和23年）5月7日 - PTA発会式。
- 1950年（昭和25年）1月24日 - 学校図書館、開館される。
- 1953年（昭和28年） - 作詞・勝承夫氏、作曲・平井康三郎氏による校歌が制定される。
- 1956年（昭和31年）
  - 1月26日 - 増築校舎用地を買収（832坪・柏木武男氏、大川源太郎氏、柏木省三氏の所有地）。
  - 時期不明 - 木造校舎新築（1960年解体撤去）。
- 1957年（昭和32年） - ブロック校舎が完成する。
- 1959年（昭和34年）3月31日 - 末長小学校離別式。
- 1961年（昭和36年）
  - 9月1日 - 障害児学級設置。
  - 11月9日 - 鍛錬遠足開始。
- 1963年（昭和38年）
  - 2月2日 - 校内マラソン大会開始。
  - 7月1日 - 創立50周年記念事業発表会開催。
- 1964年（昭和39年）2月11日 - 創立50周年記念式典挙行。
- 1965年（昭和40年）3月12日 - 体育館落成記念式挙行。
- 1968年（昭和43年）6月7日 - 横断歩道橋が完成し、開通式挙行。
- 1971年（昭和46年）8月1日 - 新校舎（鉄筋校舎）が一部完成する。
- 1972年（昭和47年）10月21日 - 温室が完成する。
- 1973年（昭和48年）1月31日 - 校内テレビ放送開始。
- 1974年（昭和49年）
  - 8月2日 - プール完成。
  - 8月5日 - プール開き挙行。
  - 11月3日 - PTA主催のバザーを開催。
- 1975年（昭和50年）10月11日 - 郷土史編集始まる。
- 1977年（昭和52年）5月21日 - 郷土史読本「たちばな」刊行。ふるさとを見つめる会を開催する。
- 1978年（昭和53年）7月29日 - 郷土誌刊行運営委員会を開催する。
- 1980年（昭和55年）
  - 3月1日 - 郷土誌「橘」刊行記念式典挙行。
  - 5月10日 - 新校舎3階6教室落成式。
  - 9月20日 - 災害時児童引き取り訓練を開始。
- 1981年（昭和56年）
  - 5月1日 - 機械警備開始。
  - 時期不明 - PTA橘会設立総会。
- 1982年（昭和57年）7月2日 - チャイム取り替え。
- 1983年（昭和58年）
  - 5月29日 - この年の運動会を創立70周年記念大運動会として開催。
  - 6月29日 - 学校全域、全児童による航空写真を撮影する。
- 1984年（昭和59年）3月3日 - 創立70周年記念式典挙行。
- 1985年（昭和60年）4月4日 - 新作小学校分離式。
- 1988年（昭和63年）2月28日 - 第1回「橘っ子を考える集い」開催。
- 1989年（平成元年）5月 - 校庭に続いて、体育館が学校施設開放となる。
- 1991年（平成3年）9月19日 - 台風18号により、ブロック校舎が床上浸水する被害が出た。
- 1992年（平成4年）
  - 3月 - プール、特別教室が学校施設開放となる。
  - 6月 - 「遊びの広場」開始。
- 1993年（平成5年）- 校庭・鉄筋校舎・給食室・ブロック校舎改修。
- 1994年（平成6年）3月5日 - 創立80周年記念式典挙行。
- 1995年（平成7年） - 橘小留守家庭児ホール開館。
- 1996年（平成8年）4月1日 - 弱視級開設。
- 1997年（平成9年）
  - 4月1日 - 肢体不自由児学級開設。
  - 4月x日 - 作業室完成。
- 1999年（平成11年）7月 - 給食室改修。
- 2001年（平成13年）5月 - 生ゴミ処理機設置。
- 2003年（平成15年） - 体育館・プール解体開始。
- 2005年（平成17年）
  - 2月 - 新校舎入校式挙行。
  - 11月3日 - 創立90周年記念と新校舎竣工祝賀記念の両式典挙行。
- 2013年（平成25年）
  - 2月7日 - 100周年スローガン看板取り付け。
  - 9月4日 - 創立100周年記念碑除幕式挙行。
  - 11月30日 - 橘小学校創立100周年記念式典挙行。
- 2014年（平成26年）12月 - パソコン室に児童用パソコン、タブレット導入。
- 2015年（平成27年）8月 - 学校ホームページをリニューアル。
- 2016年（平成28年）8月 - 屋外放送設備改修。

## 関係者

### 教職員
- 横山愡五郎（退職者、1914年 - 1916年に初代校長）
- 吉沢長志知（退職者、1916年 - 1919年に二代校長）
- 梅沢玉吉（退職者、1919年 - 1922年に三代校長）
- 清宮源六（退職者、1922年 - 1924年に四代校長）
- 小林長五郎（退職者、1924年 - 1926年に五代校長）
- 中山為吉（退職者、1926年 - 1929年に六代校長）
- 松本重郎（退職者、1929年 - 1940年に七代校長）
- 堀江良一（退職者、1940年 - 1942年に八代校長）
- 赤堀吉雄（退職者、1942年 - 1946年に九代校長）
- 上村貞造（退職者、1946年 - 1951年に十代校長）
- 内野清（退職者、1950年 - 1951年に十一代校長）
- 平井慶蔵（退職者、1951年 - 1954年に十二代校長）
- 伊藤千松（退職者、1954年 - 1961年に十三代校長）
- 二木寿（退職者、1961年 - 1967年に十四代校長）
- 大矢俊治（退職者、1967年 - 1970年に十五代校長）
- 山崎三蔵（退職者、1970年 - 1974年に十六代校長）
- 小山徳孝（退職者、1974年 - 1979年に十七代校長）
- 松本正雄（退職者、1979年 - 1983年に十八代校長）
- 加藤英明（退職者、1983年 - 1988年に十九代校長）
- 石栗正夫（退職者、1988年 - 1991年に二十代校長）
- 布川光明（退職者、1991年 - 1995年に二十一代校長）
- 小椋清（退職者、1995年 - 1998年に二十二代校長）
- 前田英雄（退職者、1998年 - 2003年に二十三代校長）
- 佐野省吾（退職者、2003年 - 2007年に二十四代校長）
- 松田幸夫（退職者、2007年 - 2010年に二十五代校長）
- 石川健次（退職者、2010年 - 2013年に二十六代校長）
- 中川通彦（退職者、2013年 - 2018年に二十七代校長）
- 森島美子（退職者、2018年 - 2021年に二十八代校長）

## 学校周辺
- 神奈川県道14号鶴見溝ノ口線
- 高津区役所橘出張所 - 川崎市道をはさんで、敷地が隣接。
- 関電工川崎営業所川崎内線営業所高津事業所 - 川崎市道をはさんで、敷地が隣接。
- セブンイレブン川崎千年店 - 県道をはさんで、敷地が隣接。
- 溝口温泉喜楽里
- 川崎市立橘中学校
- 川崎千年郵便局
- 春日台公園
- 第三京浜道路（国道466号）

## アクセス
- 川崎市営バス「溝21」・「溝23」・「溝25」、東急バス「溝22」の各系統で、
  - 「橘小学校前」バス停から、「わくわく門」（校門）まで、
    - 1番ポールから、徒歩約85m・約1分
    - 2番ポールから、徒歩約160m・約数分（学校前の歩道橋経由）。

  - 「橘出張所前」バス停から、「なかよし門」（校門）まで、
    - 蟹ヶ谷（東急）・有馬第二団地・市立井田病院・高田町方面（市営）バス停（市道野川柿生線上）から、徒歩約200m・約3分（県道非経由の最短ルート移動した場合）。
    - 梶が谷駅（市営）・溝の口駅（東急・市営）方面バス停（県道14号線上）から、徒歩約110m・約2分。